# Peter Tilicki

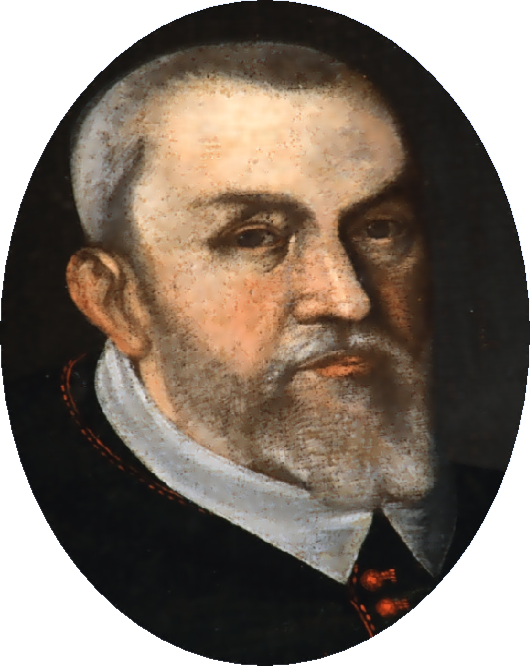
Petrus Tylicki, Bischof von Kulm, Ermland, Kujawien-Pommern, Krakau

Peter Tilicki (auch Petrus Tilicki oder Piotr Tylicki) (* 1543 in Kowal bei Włocławek; † 13. Juli 1616 in Krakau) war katholischer Priester, Bischof von Kulm mit Sitz in Culmsee, anschließend Fürstbischof im Bistum Ermland mit Sitz in Heilsberg (heute Lidzbark Warmiński), im Bistum Kujawien-Pommern mit Sitz in Leslau und im Bistum Krakau.

## Leben
Tilicki stammt aus einer verarmten adligen Familie, sein Vater Andreas war in der Stadt Kowale Gemeindevorsteher. Er studierte Rechtswissenschaft an der Krakauer Akademie. In der Regierungszeit Stephan Báthorys wurde er königlicher Sekretär, auch dessen Nachfolger Sigismund III. Wasa diente er als königlicher Referent. Mit 45 Jahren wurde er zum Diakon geweiht. Er war Inhaber zahlreicher Pfründen: Kanonikus in Przemyśl, Warschau, Sandomierz, Krakau, Plock und Posen, später Probst in Gnesen.
Nach dem Tod Bischofs Piotr Kostka von Kulm wurde er von Papst Clemens VIII. am 17. Juli 1595 zu dessen Nachfolger ernannt und im Oktober desselben Jahres in Krakau zum Bischof geweiht. Als Bischof holte er die Jesuiten nach Thorn in Preußen. Er setzte sich für den Bau von Schulen und evangelischen Kirchen ein. Er unterstützte die Einführung des Deutschen Rechts (1598). 1599 gab er dem Domkapitel neue Statuten. Am 5. Juni 1600 wurde er vom Domkapitel des Bistums Ermland zum Bischof gewählt und übernahm, nachdem der Papst dem Wechsel zugestimmt hatte, am 7. Oktober 1600 seinen neuen Sprengel. Er führte eine Generalvisitation seines Bistums durch und bewirkte 1602 die päpstliche Bestätigung der neuen Regel der Katharinenschwestern.
Im November 1603 wurde er zum Bischof von Włocławek ernannt. Schon im Januar 1607 wurde ihm das Krakauer Bistum übertragen. Dort verblieb er bis zu seinem Lebensende. Er achtete auf Disziplin unter der Geistlichkeit. Er gründete einen Fonds zur Unterstützung ermländischer Studenten an der Krakauer Akademie. 1615 stiftete er mit seinem Bruder Jakob die Tilicki-Kapelle in der Dominikanerkirche St. Nikolaus in Thorn.